# Pullman Company
La Pullman Company, fondata da George Pullman, era un'azienda produttrice di vagoni ferroviari tra la metà e la fine del XIX secolo fino alla prima metà del XX secolo, durante il massimo sviluppo delle ferrovie negli Stati Uniti. Attraverso la rapida adozione della produzione di massa alla fine del XIX secolo e l'acquisizione di aziende rivali, arrivò a detenere un sostanziale monopolio sulla produzione e la proprietà di vagoni letto.
Al suo apice, all'inizio del XX secolo, le sue carrozze ospitavano 26 milioni di persone all'anno, e in effetti gestiva "il più grande hotel del mondo". I suoi operai di produzione inizialmente vivevano in una comunità di lavoratori pianificata (o "città aziendale") chiamata Pullman a Chicago.
La Pullman progettò il vagone letto, che portò questo nome fino agli anni 1980. Non si limitava a fabbricare i vagoni, ma li gestiva anche sulla maggior parte delle ferrovie degli Stati Uniti, pagando le compagnie ferroviarie per accoppiare le sue carrozze letto ai treni; in cambio, entro la metà del XX secolo, queste ferrovie avrebbero posseduto Pullman a titolo definitivo. Il sindacato interno all'azienda, la Brotherhood of Sleeping Car Porters, fondato e organizzato da Asa Philip Randolph, fu una delle più potenti entità politiche afroamericane del XX secolo. L'azienda costruì anche migliaia di tram e filobus per l'uso in città. I cambiamenti del secondo dopoguerra nel trasporto automobilistico e aereo portarono a un forte declino delle fortune dell'azienda. Si fuse nel 1968, con una società successiva che continuò a essere operativa fino al 1981.

## Storia
Dopo aver trascorso la notte dormendo al suo posto durante un viaggio in treno da Buffalo a Westfield, nello Stato di New York, George Pullman trasse l'ispirazione per progettare un vagone passeggeri migliorato che contenesse posti letto per tutti i passeggeri. Durante il giorno, la cuccetta superiore veniva ripiegata in modo simile al vano bagagli sopraelevato di un aereo di linea moderno. Di notte si ribaltava e i due sedili contrapposti sotto di essa fornivano una cuccetta inferiore relativamente confortevole. Sebbene questa fosse una sistemazione un po' spartana per gli standard odierni, fu un grande miglioramento rispetto alla situazione precedente. Le tende fornivano privacy e c'erano bagni, in ciascuna estremità della carrozza, per uomini e donne. La prima carrozza Pullman fu costruita nelle officine Chicago & Alton a Bloomington in Illinois nella primavera del 1859 con il permesso del presidente della Chicago & Alton Joel A. Matteson.
Pullman fondò la sua azienda nel 1862 e costruì vagoni letto di lusso che offrivano moquette, tendaggi, sedie imbottite, biblioteche, tavoli da gioco e un livello di servizio ai clienti senza precedenti. Nuove ruote brevettate fornirono un viaggio più silenzioso e fluido rispetto alle ruote in ghisa convenzionali dal 1867 al 1915. Un tempo un nome familiare a causa della sua grande quota di mercato, la Pullman Company era anche nota per l'aspro sciopero Pullman dei suoi lavoratori e leader sindacali nel 1894. Durante una crisi economica, Pullman ridusse le ore e gli stipendi ma non gli affitti, facendo scattare uno sciopero. I lavoratori aderirono all'American Railway Union, guidata da Eugene V. Debs.
Dopo la morte di George Pullman, nel 1897, Robert Todd Lincoln, figlio di Abraham Lincoln, divenne presidente della compagnia. La Pullman acquistò la Standard Steel Car Company nel 1930 durante la Grande depressione e l'entità risultante dalla fusione divenne la Pullman-Standard Car Manufacturing Company. L'azienda chiuse la sua fabbrica nel quartiere Pullman di Chicago nel 1955. La società cessò la produzione, dopo le vetture Amtrak Superliner, nel 1982 e i suoi restanti modelli furono acquistati nel 1987 quando fu assorbita da Bombardier.

## Galleria dei vagoni ferroviari Pullman

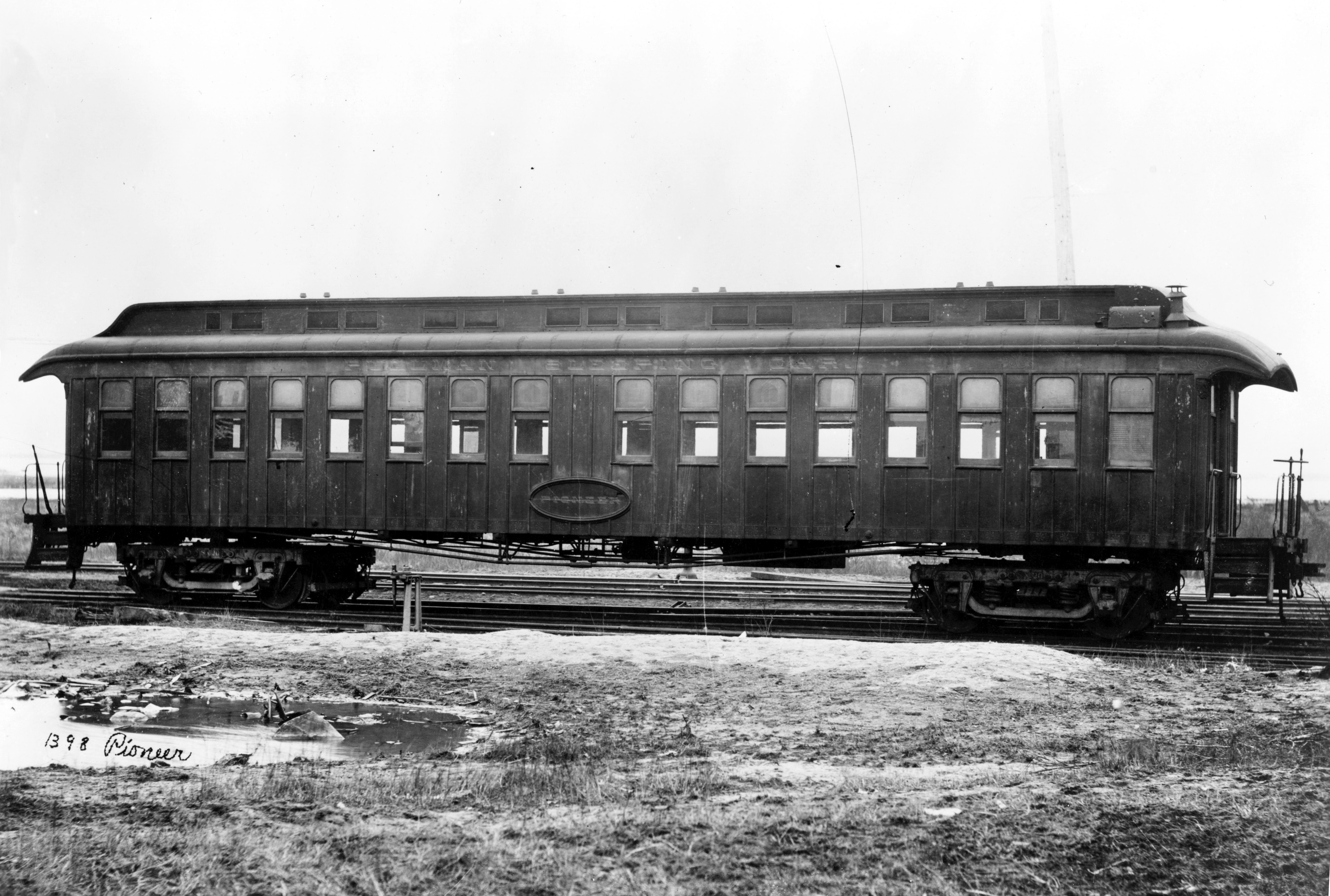
Vista esterna di una carrozza Pullman
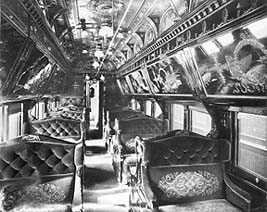
Vista interna di una carrozza Pullman
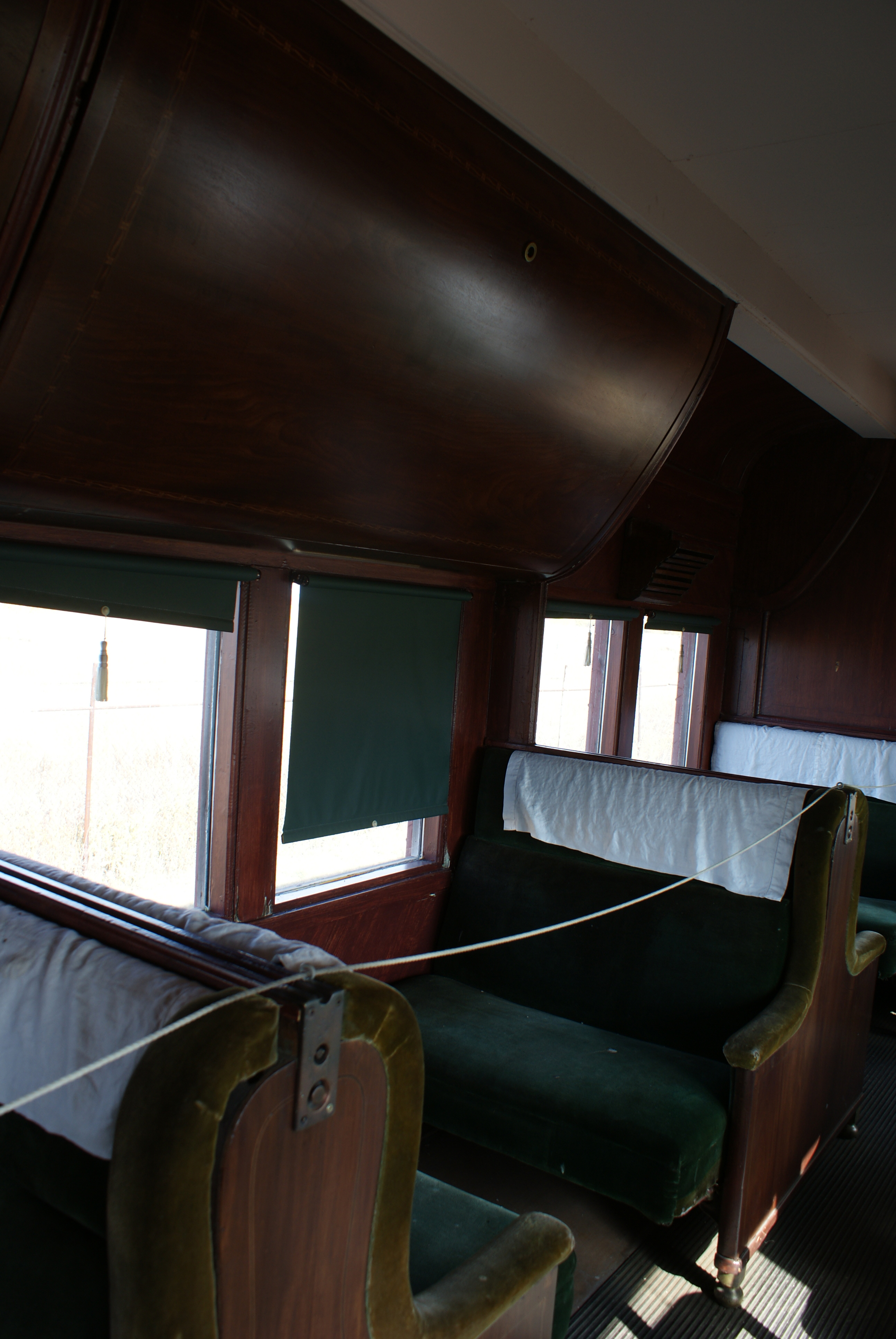
Cuccetta superiore e inferiore
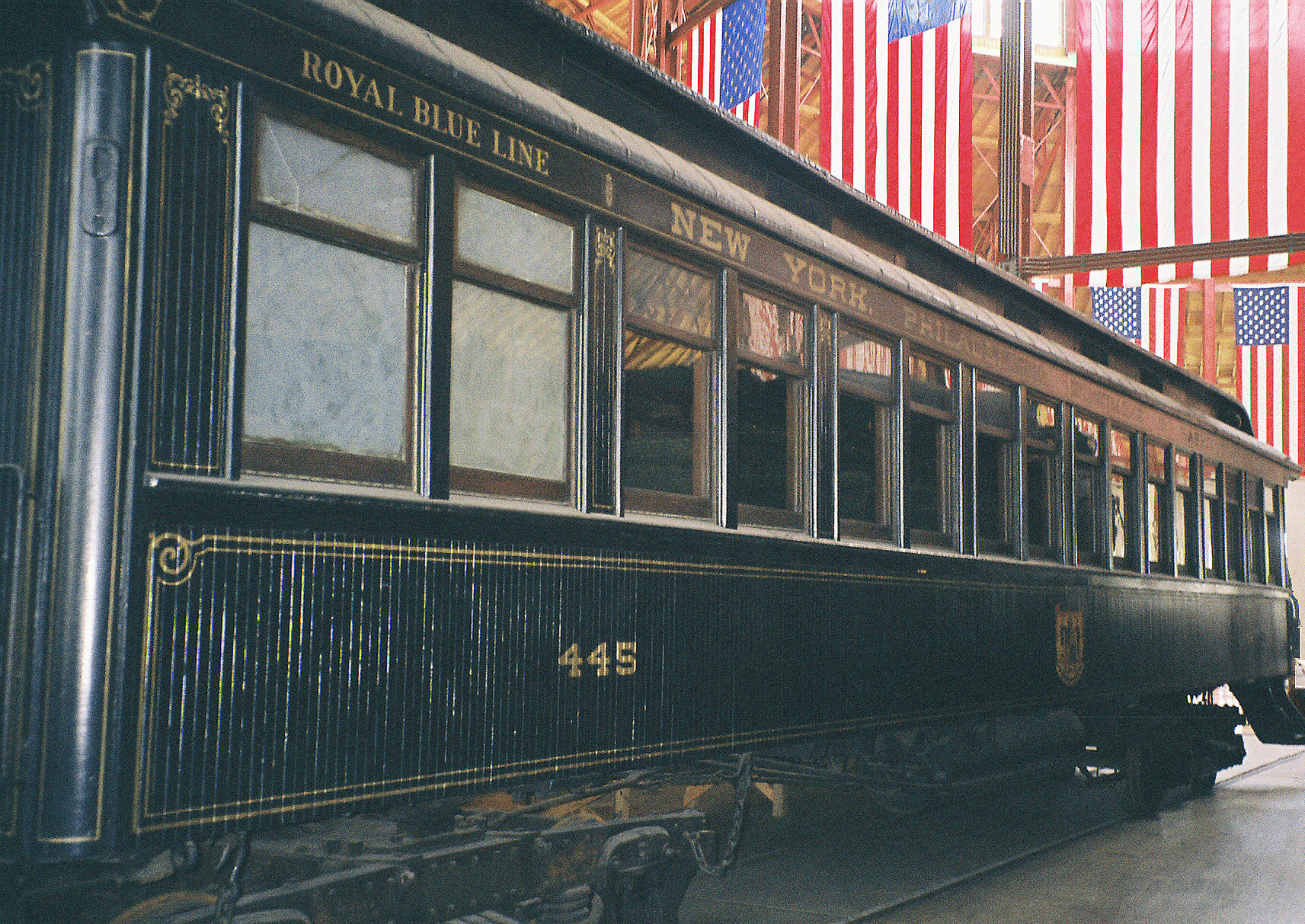
Carrozza Pullman costruito nel 1890 per il Royal Blue train, ora al B&O Railroad Museum di Baltimora, Maryland
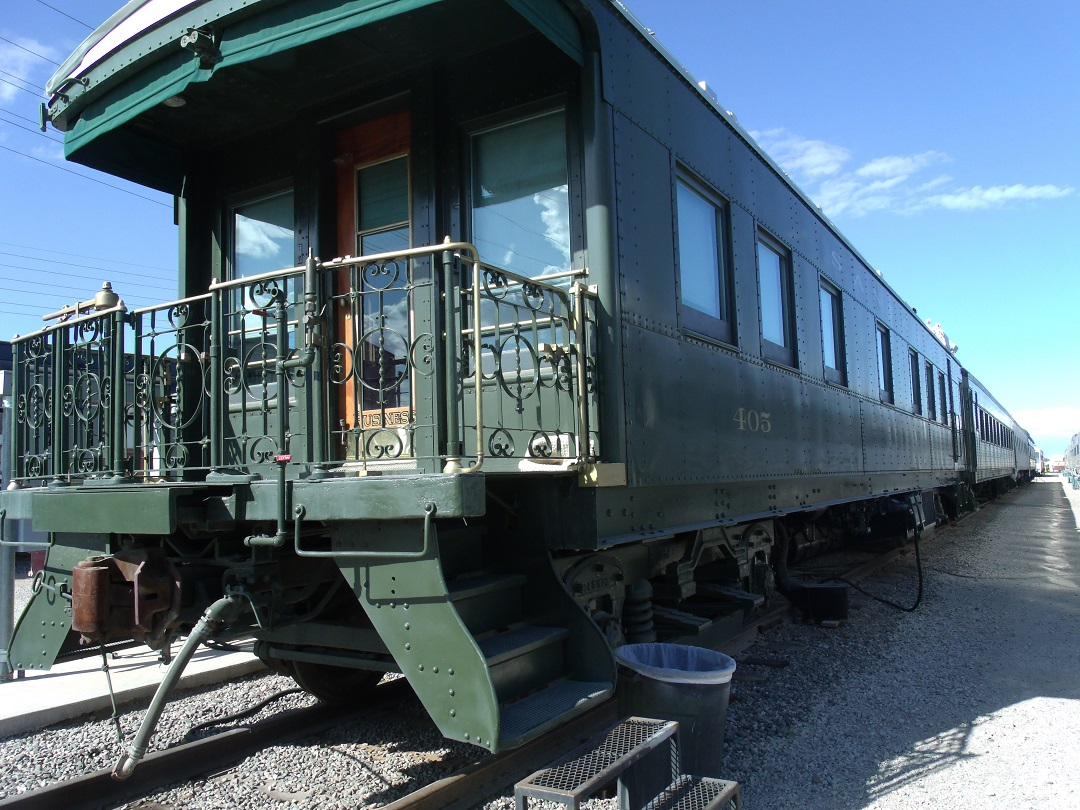
La Santa Fe Business Car #405, nota anche come Superintendent's Car, era una delle diciotto vetture costruite nel 1927 dalla Pullman Company come parte del quarto ordine di carrozze aziendali per i sovrintendenti della divisione
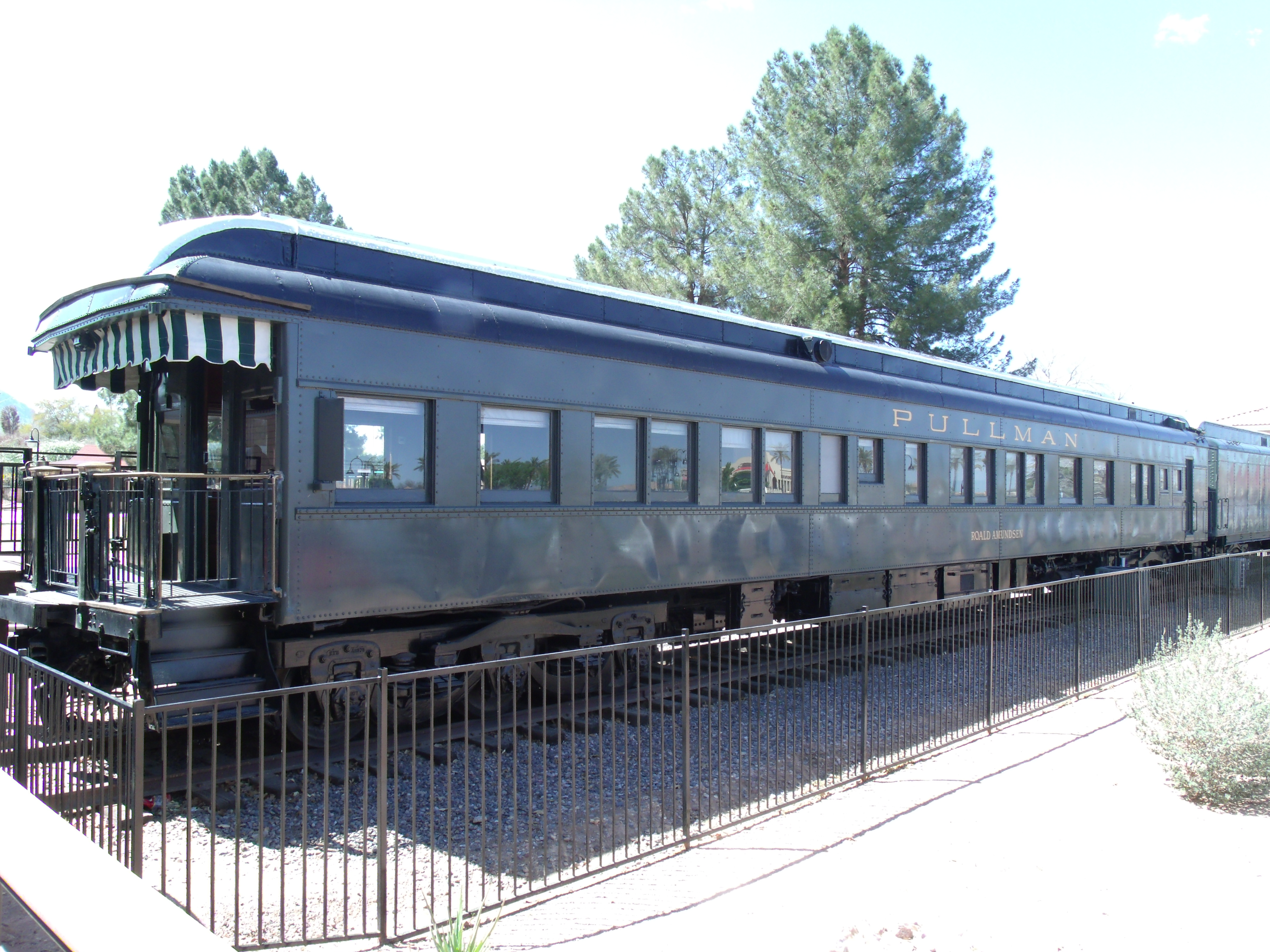
Costruita nel 1928, la "Amundsen", secondo quanto riferito, in diverse occasioni trasportava i presidenti Herbert Hoover, Franklin Delano Roosevelt, Harry S. Truman e Dwight D. Eisenhower